# Đuro Dulić
Đuro Dulić (srbsko Ђуро Дулић), srbski general, * 15. december 1912, † 29. julij 2006, Beograd.

## Življenjepis
Leta 1941 je vstopil v NOVJ in KPJ. Sprva je bil politični komisar Gučevskega bataljona, nato pa je bil poveljnik bataljona 12. slavonske brigade, namestnik poveljnika in poveljnik 16. mladinske brigade, operativni častnik 34. divizije, poveljnik Baško-baranjske operativne cone, namestnik poveljnika 51. divizije in poveljnik 12. divizije.
Po vojni je končal sovjetsko Vojaško akademijo Frunze in VVA JLA; bil je poveljnik divizije, poveljnik vojnega področja, načelnik VVA JLA,...